# Coccomyxa hoffmani
Coccomyxa hoffmani is een microscopische parasiet uit de familie Myxidiidae. Coccomyxa hoffmani werd in 1990 beschreven door Cheung & Nigrelli.